# Дикое (Псковская область)
Дикое — деревня в Великолукском районе Псковской области России. Входит в состав сельского поселения «Пореченская волость».
Расположена в центре волости, на северном побережье озера Орелье), в 49 км к югу от райцентра Великие Луки и в 15 км к юго-востоку от волостного центра Поречье.

## Население
Численность населения деревни по состоянию на 2000 год составляла 1 житель, на 2010 год — постоянных жителей не было.

## История
До 2005 года деревня входила в состав ныне упразднённой Урицкой волости.